# Eddie Albert
Eddie Albert, celým jménem Edward Albert Heimberger (22. dubna 1906, Rock Island, Illinois, USA – 26. května 2005, Pacific Palisades, Kalifornie, USA) byl americký herec, artista, rozhlasový hlasatel, konferenciér, veřejný občanský aktivista (zejména na poli ekologie, ochrany přírody a životního prostředí), dále též americký válečný hrdina. Během svého života byl dvakrát nominován na cenu Americké akademie filmového umění a věd Oscar.

## Biografie
Jeho rodiče byli cirkusoví artisté, takže v tomto oboru vycvičili i svého syna Edwarda. Později však nabyli přesvědčení, že by bylo vhodné aby jejich syn nabyl vzdělání, takže jej přesídlili k jeho babičce. Vystudoval dramatické umění na Univerzitě v Minnesotě a již tehdy hrál v divadle a vystupoval také jako rozhlasový hlasatel, později i jako herec v rozhlasových hrách. V roce 1936 přesídlil do New Yorku, kde pracoval pro soukromou rozhlasovou stanici RCA/NBC. Ve filmu začal hrát v roce 1938 nejprve drobné a menší role. Jeho slibně se rozvíjející kariéru však přerušila druhá světová válka. Na počátku války pracoval pro námořní výzvědnou službu, v roce 1943 vstoupil do řad amerického válečného námořnictva USA oficiálně. Jako námořní důstojník (poručík) se zúčastnil bitvy o Tarawu, kde v těžkém boji zachránil celkem 70 námořníků, za což později obdržel vysoké vojenské vyznamenání - Bronzovou hvězdu s bojovým „V“.
Po druhé světové válce jeho se jeho slibná předválečná kariéra dále rozvíjela. Svoji první nominaci na Oscara získal za světoznámý snímek Prázdniny v Římě, kde hrál třetí hlavní postavu po boku Audrey Hepburnové a Gregory Pecka. Druhou nominaci pak obdržel za vedlejší roli ve snímku The Heartbreak Kid  z roku 1972.
Mezi herci i diváky byl velmi oblíben pro svoji milou, veselou, pohodovou a vstřícnou povahu, také proto se dobře hodil pro charakterní role kladných hrdinů, i když uměl zahrát i postavy vyloženě záporné (což prý činil ale nerad).

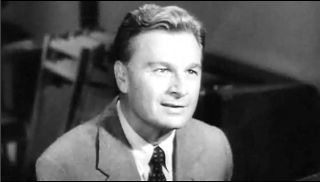
Eddie Albert I'll Cry Tomorrow (1955)

## Osobní život
Hned po válce v roce 1945 se oženil s mexickou herečkou Margo, se kterou měl dvě děti, syn Eddie Albert jr. jakož i dcera Katherine Woodville se stali také herci.
V závěru svého 99 let dlouhého života trpěl Alzheimerovou chorobou.